# Bathyacmaea jonassoni
Bathyacmaea jonassoni is een slakkensoort uit de familie van de Pectinodontidae. De wetenschappelijke naam van de soort is voor het eerst geldig gepubliceerd in 1996 door Beck.